# BSP für Bulgarien
Die Koalition für Bulgarien (bulgarisch Коалиция за България/Koalizija sa Balgarija) ist eine politische Koalition in Bulgarien, die 2001 von mehreren linken Parteien um die Bulgarische Sozialistische Partei (BSP) gegründet wurde. Die Koalition ist im bulgarischen Parlament und im Europaparlament vertreten. Seit 2017 tritt sie unter den Namen BSP für Bulgarien (bulgarisch БСП за България BSP za Balgarija) an.
Bei der Parlamentswahl am 17. Juni 2001 erhielt die KfB 17,1 % der Wählerstimmen (783.372 Stimmen) und 48 der 240 Abgeordnetenmandate.
Da Bulgarien und Rumänien zum 1. Januar 2007 in die Europäische Union aufgenommen wurden, fanden dort 2007 auch Europawahlen zum 6. Europaparlament statt. Die Abgeordneten hatten bis 2009 nur Beobachterstatus.
In der übrigen EU hatten die Wahlen bereits 2004 stattgefunden. An der Parlamentswahl 2005 sowie an der Europawahl in Bulgarien 2007 nahm die KfB in folgender Konstellation teil:
- Bulgarische Sozialistische Partei
- Bulgarische Kommunistische Partei
- Partei Bulgarische Sozialdemokraten
- Politische Bewegung Sozialdemokraten
- Dwischenie za Sozialen Humanizam (DSH)
- Partei Roma
- Agrarunion Al. Stambolijski
- Grüne Partei in Bulgarien

Bei der Parlamentswahl am 25. Juni 2005 erhielt die KfB 34,2 % der Wählerstimmen (1.129.196). Sie wurde mit 82 Mandaten zweitstärkste Fraktion.
Es bildete sich eine Dreierkoalition aus KfB, NDWS (Nationale Bewegung für Stabilität und Fortschritt) und DPS (Bewegung für Rechte und Freiheiten); sie stellte die Regierung unter Sergej Stanischew.
An der Europawahl am 7. Juni 2009 und der Parlamentswahl am 5. Juli 2009 nahm die KfB unter folgender Konstellation teil:
- Bulgarische Sozialistische Partei
- Bulgarische Kommunistische Partei
- Partei Bulgarische Sozialdemokraten
- Politische Bewegung Sozialdemokraten
- Dwischenie za sozialen humanizam
- Partei Roma
- Agrarunion Al. Stambolijski
- Partei Nowa Sora

Bei der Parlamentswahl 2009 erhielt die KfB nur noch 17,72 % (747.849 Wählerstimmen) und 40 von 240 Mandaten.
Bei der Parlamentswahl 2014 trat die Koalition unter dem Namen „BSP und Linkes Bulgarien“ an und erhielt 15,4 % (505.527 Wählerstimmen) und 39 von 240 Mandaten.
Mit der Gründung der linken Wahlallianz Lewizata! im Vorfeld der Parlamentswahl in Bulgarien 2023 verließen die Alternative für die Bulgarische Wiedergeburt und Agrarunion Al. Stambolijski die Koalition BSP für Bulgarien.